# Кадельбоско-ди-Сопра

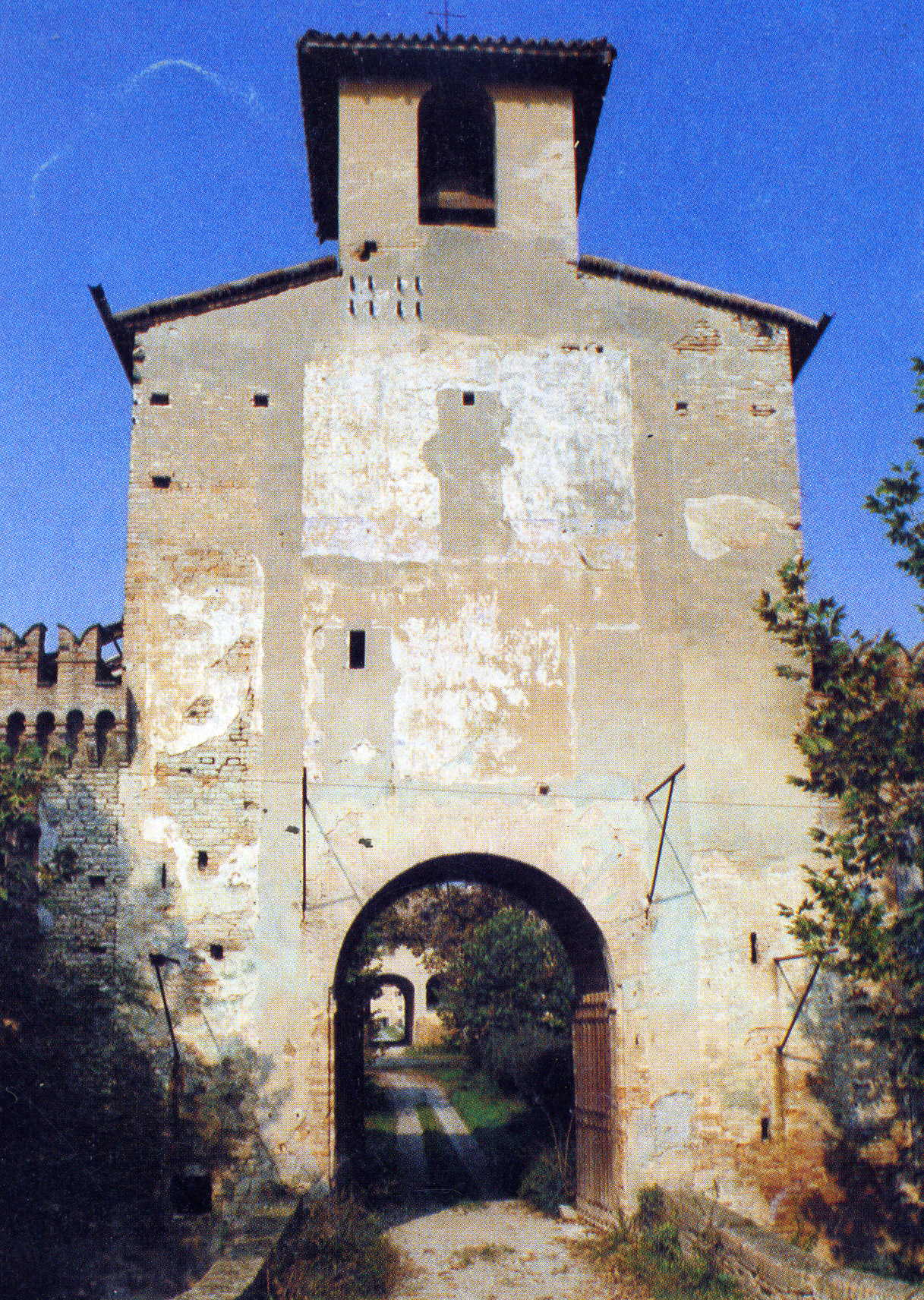
Il Traghettino

Храм св.Целестина

Кадельбоско-ди-Сопра (итал. Cadelbosco di Sopra) —  коммуна в Италии, в провинции Реджо-нель-Эмилия области Эмилия-Романья.
Население составляет 10.600 человек, плотность населения составляет 240 чел./км². Занимает площадь 44 км². Почтовый индекс — 42023. Телефонный код — 0522.
Покровителем коммуны почитается святой  Целестин, папа Римский, празднование 6 апреля.